# سيارهي ميلنيك
سيارهي ميلنيك (بالروسية: Мельник, Сергей Николаевич)‏ هو لاعب كرة قدم بيلاروسي في مركز الدفاع، ولد في 5 يوليو 1995 في مينسك في بيلاروس. لعب مع غرانيت ميكاشيفيتشي ونادي فيتيبسك ونادي نافتان نوفوبولوتسك.

## وصلات خارجية
- سيارهي ميلنيك على موقع Soccerway.com (الإنجليزية)